# George Cooper (Schauspieler, 1892)

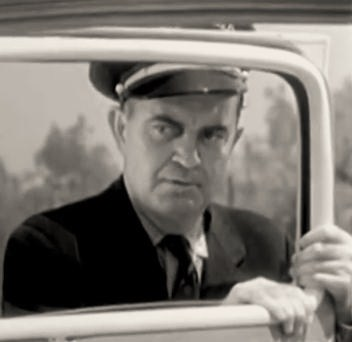
George Cooper in Sitting on the Moon (1936)

George Cooper Healey (* 12. Dezember 1892 in Newark, New Jersey; † 9. Dezember 1943 in Sawtelle, Kalifornien) war ein US-amerikanischer Schauspieler in der Stummfilmzeit.

## Leben
Von 1911 bis 1940 spielte Cooper zahlreiche Rollen sowohl in Stumm- als auch in Tonfilmen. Zu seinen bekanntesten Rollen gehören Pete in Mary Stevens, M. D., Fuzzy in Rose-Marie und Hap Spissel in Rummelplatz der Liebe.
1915 heiratete er Edwina, mit der er vier Kinder hatte. Sein Sohn George Cooper (1920–2015) war ebenfalls Schauspieler.
Cooper starb drei Tage vor seinem 51. Geburtstag.

## Filmografie (Auswahl)

### Stummfilme
- 1912: The Cross-Roads
- 1913: Bianca
- 1914: The Tragedy of Whispering Creek
- 1914: The Unlawful Trade
- 1914: The Hopes of Blind Alley
- 1915: The Battle of Frenchman’s Run
- 1916: The Suspect
- 1917: The Auction Block
- 1921: The Fox
- 1923: Im Schoße der Erde, oder Die Katastrophe auf der Zeche Osten (Little Church Around the Corner)
- 1923: The Nth Commandment
- 1923: Her Temporary Husband
- 1925: Der Bandit (The Great Divide)
- 1925: The Devil’s Cargo
- 1926: Shadow of the Law
- 1926: Red Dice
- 1926: Der Todeskampf im Polareis (The Barrier)
- 1926: The Wise Guy
- 1926: The Unknown Soldier
- 1926: Pals First
- 1928: Widecombe Fair
- 1928: Rose-Marie
- 1928: Die goldene Hölle (The Trail of ’98)
- 1928: Zeit des Flieders (Lilac Time)

### Tonfilme
- 1928: Rummelplatz der Liebe
- 1929: Sailor’s Holiday
- 1930: The Unholy Night
- 1930: Under a Texas Moon
- 1930: The Girl of the Golden West
- 1930: Shooting Straight
- 1930: Paid
- 1931: Laughing Sinners
- 1932: Jagd auf James A.
- 1932: Teufelsflieger
- 1933: Mary Stevens, M. D.
- 1933: Lady für einen Tag
- 1933: Soldiers of the Storm
- 1933: Grand Slam
- 1934: The Big Shakedown
- 1934: Broadway Bill
- 1936: Sitting on the Moon
- 1936: Adventure in Manhattan
- 1936: Mr. Deeds geht in die Stadt
- 1936: The Phantom Rider
- 1937: Portia on Trial
- 1937: Mr. Moto und die Schmugglerbande
- 1938: Teufelskerle
- 1938: Sweethearts
- 1939: Blackmail
- 1939: Mr. Smith geht nach Washington
- 1940: I Take This Woman (Die Szenen mit ihm wurden gelöscht.)